# Institut Obert de Catalunya
L'Institut Obert de Catalunya (IOC) és un centre de formació a distància depenent del Departament d'Ensenyament de la Generalitat de Catalunya. Neix el 2006 amb la intenció d'unificar els tres serveis d'educació a distància del Departament d'Ensenyament: l'Institut Català d'Ensenyament Secundari a Distància, l'Educació Secundària Obligatòria a distància per a persones adultes (programa Graduï's, ara en secundària, antic Graduï's, ara pot) i el centre de formació professional FP Oberta.